# Alessandra Mussolini

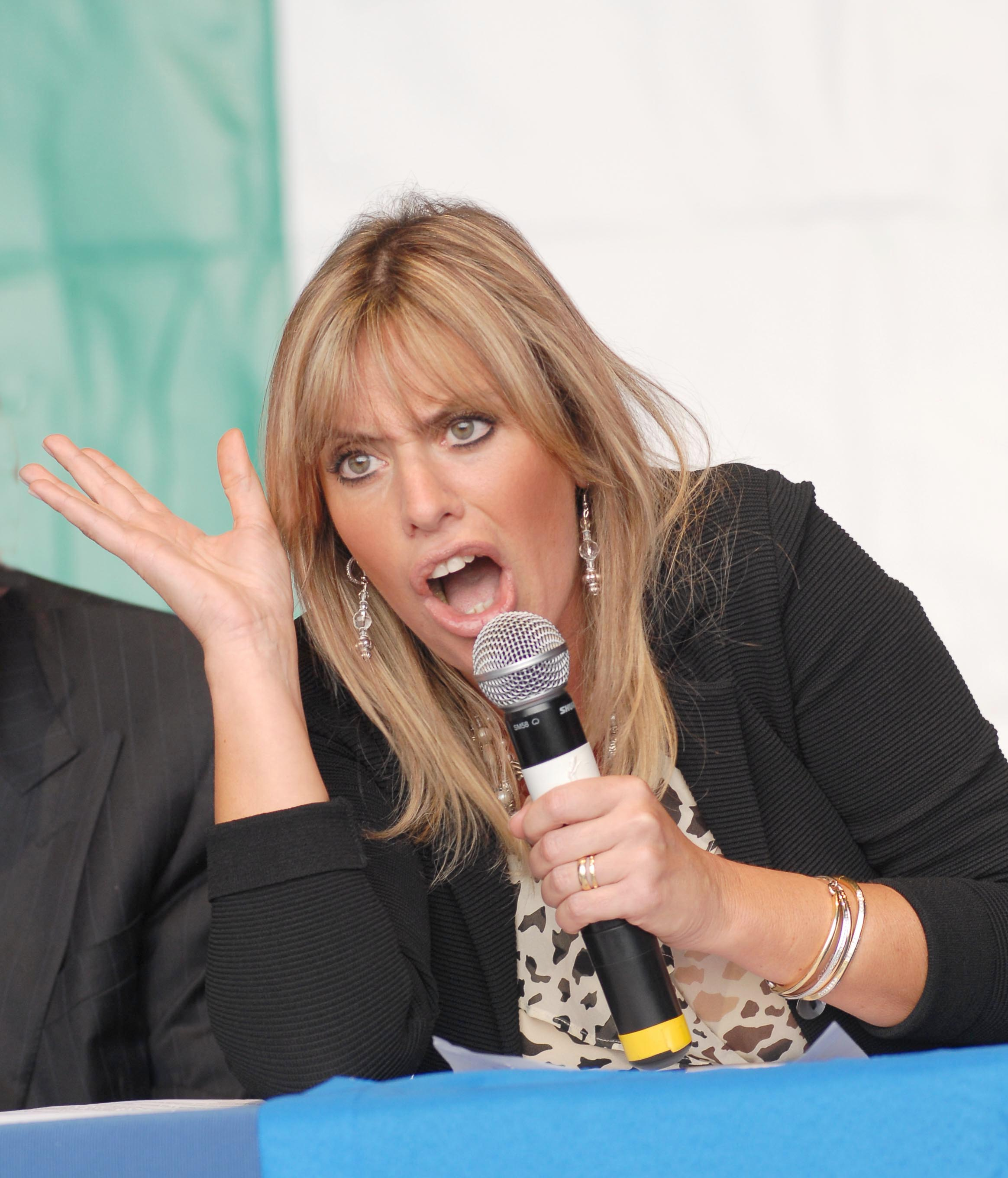
Hình Alessandra Mussolini quốc hội EU.

Alessandra Mussolini (sinh ngày 30 tháng 12 năm 1962 tại Roma) là một chính trị gia người Ý và là nghị viên quốc hội liên hiệp châu Âu. Bà là cháu nội của thủ lĩnh phát xít Ý Benito Mussolini. Dì của bà là diễn viên điện ảnh Ý Sophia Loren.

## Nghề điện ảnh

Bìa báo Playboy (Ý) tháng 8 năm 1983

Alessandra lúc còn trẻ theo nghề đóng phim và từng làm người mẫu khỏa thân hai lần trên báo khêu gợi Playboy tại Ý và Đức, lợi dụng liên hệ gia đình có tiếng từ ông nội đến dì của mình.
Sau đó bà tốt nghiệp đại học ngành y học và giải phẫu học.

## Chính trị
Năm 1992, Alessandra thắng cử vào quốc hội đại diện đảng tân phát xít Ý. Nhưng sau đó gia nhập đảng Liên hội Quốc gia (Alleanza Nazionale). Sau đó bà ứng cử thị trưởng khu Napoli nhưng thất bại. Bà có xích mích với lãnh tụ đảng Alleanza Nazionale khi ông này tuyên bố từ bỏ đường lối chính trị của Benito Mussolini, không ủng hộ lý thuyết phát xít và những khuynh hướng chống Do Thái. Alessandra bỏ đảng này và dựng đảng riêng với tên Tự Do Hành Động (Libertà di Azione) sau đổi tên thành đảng Xã Hội Hành Động - kết hợp nhiều tổ chức tân phát xít cực hữu. Phái này chiếm được 1,2% phiếu và đủ điều kiện đưa Alessandra vào quốc hội liên hiệp châu Âu.
Tháng 3 năm 2005, Alessandra Mussolini bị cấm không cho ứng cử địa phương vì lý do làm ăm bất hợp pháp, giả mạo chữ ký. Bà phản đối kịch liệt trên báo chí và tuyệt thực. Sau đó tòa án Ý phải đổi luật và cho phép bà ứng cử.
Năm 2006 bà phát biểu về ứng cử viên nghị viện đổi giới tính Vladimir Luxuria với câu: "Meglio fascista che frocio" ("Thà là phát xít còn hơn là lại cái!"). Đảng của bà bị chỉ trích nhiều lần về vấn đề kỳ thị đồng tính luyến ái và chống Do Thái.
Trong quốc hội liên hiệp châu Âu Alessandra Mussolini tham gia vào các ban cố vấn của:
- Ủy ban về Nhân quyền, Công Lý và Nội vụ
- Đặc phái liên hệ với các nước Mashreq
- Đặc phái Quốc hội châu Âu vùng Địa Trung Hải.

Bà cũng là thành viên danh dự của Hội Hồng Thập Tự Ý.

## Gia đình
Alessandra Mussolini cưới cảnh sát trưởng Mauro Floriani ngày 28 tháng 10 1989. Họ co ba người con: Caterina, Clarissa, và Romano Floriani. Mussolini đấu tranh đòi quyền cho con mình được mang họ Mussolini nếu muốn.

## Giáo dục
- American Overseas School of Rome 1976-1980 Trung học
- John Cabot University 1980-1984 Cử nhân Nông nghiệp
- Universita' Di Rimini 1984-1986 Cử nhân Điện ảnh
- American University of Rome Tiến sĩ Hóa Học

## Phim ảnh
Những phim có Alessandra Mussolini tham gia diễn xuất:
- Bianco rosso e (1972)
- Una Giornata particolare (1977)
- Il Caso Pupetta Maresca (1982, TV)
- Il Tassinaro (1983)
- Qualcosa di biondo (1984)
- The Assisi Underground (1985), playing a nun rescuing Jews from Benito Mussolini's fascists
- Ferragosto O.K. (1986, TV)
- Noi uomini duri (1987)
- Vincere per Vincere (1988, TV)
- Pupetta Maresca (1988, TV)
- Sabato domenica e lunedì (Saturday, Sunday, Monday, 1990, TV)
- Derech L'Ein Harod, Ha (1990)
- The neo-fascist Trilogy II: In the Name of the Duce (1994)